# Maximilianische Halsgerichtsordnung
Die Maximilianische Halsgerichtsordnung,  auch bekannt als  Tiroler Malefizordnung, war das erste kodifizierte Strafrecht im deutschsprachigen Raum. Sie wurde von König Maximilian in seiner Eigenschaft als Tiroler Landesfürst 1499 eingeführt. Die Strafprozesse waren nach dieser Halsgerichtsordnung so geregelt, dass Richter und Geschworene die Rechtsprechung übernahmen, während Verteidiger nicht vorgesehen waren. Nach Verlesung der Anklageschrift wurden Angeklagte und Zeugen angehört. Nach dem damaligen Rechtsverständnis durfte niemand ohne Geständnis verurteilt werden. Um diese Geständnisse zu erzwingen, war die Folter, die peinliche Befragung, oft Bestandteil der Prozesse.
Die einzelnen Blutgerichte mussten die Folterungen und  die Todesstrafen von den bischöflichen Stadt- bzw. Hofgerichten ratifizieren lassen. Des Weiteren wurden die Strafmaße für Vergehen und Verbrechen in der Halsgerichtsordnung geregelt.
Diese Malefizordnung floss später in die Constitutio Criminalis Carolina ein. Abgelöst wurde sie durch die Constitutio Criminalis Theresiana.